# Politique en Nouvelle-Zélande
 (décembre 2023).
Si vous disposez d'ouvrages ou d'articles de référence ou si vous connaissez des sites web de qualité traitant du thème abordé ici, merci de compléter l'article en donnant les références utiles à sa vérifiabilité et en les liant à la section « Notes et références ».

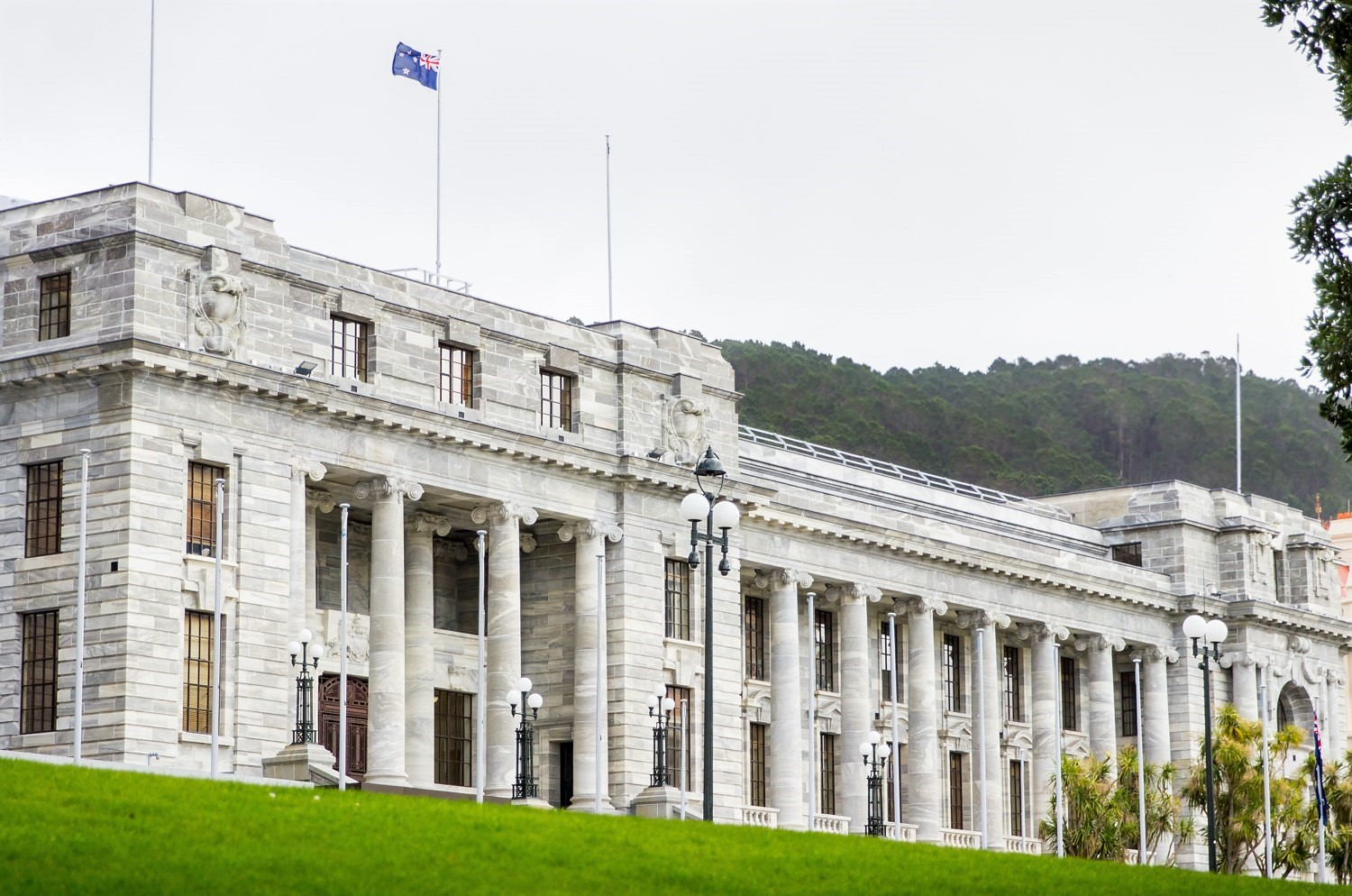
Façade du Parlement néo-zélandais, à Wellington

La politique en Nouvelle-Zélande se déroule dans le cadre d'une monarchie constitutionnelle à régime parlementaire. Le système est proche du système de Westminster de la monarchie britannique au Royaume-Uni même si un nombre de modifications significatives y ont été apportées. Le chef de l'État est le roi Charles III (qui porte alors le titre de Charles III de Nouvelle-Zélande), mais le gouvernement est conduit par le Premier ministre et son cabinet issu de l'élection du Parlement.
La Nouvelle-Zélande est le premier pays du monde dans lequel les plus hautes charges de l'État réunies ont été occupées au même moment par des femmes. Ainsi entre mars 2005 et août 2006, le chef de l'État, la reine Élisabeth II, le gouverneur général, Dame Silvia Cartwright, le Premier ministre Helen Clark, le speaker de la Chambre des représentants de Nouvelle-Zélande Margaret Wilson, et le Chief Justice of New Zealand, qui préside la Haute-Cour, Dame Sian Elias, étaient toutes des femmes.

## Constitution
La Nouvelle-Zélande ne possède pas une constitution formelle et écrite. Elle dispose d'un cadre constitutionnel constitué par différents textes et documents dont certains actes des Parlements du Royaume-Uni et de Nouvelle-Zélande, le Traité de Waitangi et des conventions constitutionnelles. Beaucoup de dispositions constitutionnelles ont été consolidées dans le Constitution Act 1986. Certains firent des propositions pour l'établissement d'une constitution formelle mais il n'y eut aucune tentative sérieuse pour en adopter une.

## Monarchie en Nouvelle-Zélande
Le chef de l'État de la Nouvelle-Zélande est le monarque de Nouvelle-Zélande, actuellement Charles III. La monarchie néo-zélandaise a été distinguée de la monarchie britannique depuis le New Zealand Royal Titles Act de 1953, et toutes les affaires officielles de Charles III en Nouvelle-Zélande sont conduites au nom du roi de Nouvelle-Zélande et non à celui du roi du Royaume-Uni. En pratique, les fonctions de la monarchie sont exercées par un gouverneur général, nommé par le monarque sur proposition du Premier ministre néo-zélandais. Agissant par lettres de patente qui définissent la charge de gouverneur général et accordées par le roi sur conseil du Premier ministre, quand il y a vacance du poste du gouverneur général, plusieurs des devoirs de la dite charge sont exercés par un caretaker (gardien), connu sous le nom d'administrateur du gouvernement. L'actuel gouverneur général, depuis le 21 octobre 2021, Dame Cindy Kiro.

## Māori
Les Maori ont, depuis 1867, un petit nombre de sièges destinés à leur minorité au sein du Parlement. Le mode de représentation parlementaire des Maori a évolué au fil du temps ; aujourd'hui, tout citoyen peut s'inscrire soit sur les listes électorales nationales, soit sur les listes électorales maori. Selon le nombre d'inscrits sur ces dernières, un nombre de sièges maori est alloué. Ainsi, aux élections législatives de 2008, il y avait sept sièges maori. Par ailleurs, toute personne peut bien sûr se porter candidate à un siège national. Ainsi, aux élections de 2008, aux sept élus des sièges maori se joignirent treize députés maori élus dans les circonscriptions nationales, ou à la proportionnelle sur les listes de partis politiques. En conséquence, la proportion de députés maori correspondait à la proportion de Maori au sein de la population (environ 15 %),.

## Résultats des élections du 14 octobre 2023
|                           |                           |                  |                  |                  |                  |           |        |        |        |              |               |
| Parti                     | Parti                     | Circonscriptions | Circonscriptions | Circonscriptions | Circonscriptions | Listes    | Listes | Listes | Listes | Total sièges | +/-           |
| Parti                     | Parti                     | Voix             | %                | Sièges           | +/-              | Voix      | %      | +/-    | Sièges | Total sièges | +/-           |
|                           | Parti national            |                  |                  | 43               | 20               | 1 085 016 | 38,06  | 12,48  | 5      | 48           | 15            |
|                           | Parti travailliste        |                  |                  | 17               | 29               | 767 236   | 26,91  | 23,1   | 17     | 34           | 31            |
|                           | Parti vert                |                  |                  | 3                | 2                | 330 883   | 11,60  | 3,74   | 12     | 15           | 5             |
|                           | ACT New Zealand           |                  |                  | 2                | 1                | 246 409   | 8,64   | 1,05   | 9      | 11           | 1             |
|                           | Nouvelle-Zélande d'abord  |                  |                  | 0                | en stagnation    | 173 425   | 6,08   | 3,48   | 8      | 8            | 8             |
|                           | Parti māori               |                  |                  | 6                | 5                | 87 973    | 3,08   | 1,91   | 0      | 6            | 4             |
|                           | Parti des opportunités    |                  |                  | 0                | en stagnation    | 63 330    | 2,22   | 0,71   | 0      | 0            | en stagnation |
|                           | Nouvelle-Zélande loyale   |                  |                  | 0                | en stagnation    | 34 456    | 1,20   | Nv     | 0      | 0            | en stagnation |
|                           | NewZeal                   |                  |                  | 0                | en stagnation    | 16 109    | 0,56   | Nv     | 0      | 0            | en stagnation |
|                           | Parti du cannabis         |                  |                  | 0                | en stagnation    | 13 021    | 0,45   | 0,01   | 0      | 0            | en stagnation |
|                           | Autres partis             |                  |                  | 0                | –                | 32 669    | 1,10   | –      | 0      | 0            | en stagnation |
|                           | Indépendants              |                  |                  | 0                | en stagnation    |           |        |        |        | 0            | en stagnation |
|                           |                           |                  |                  |                  |                  |           |        |        |        |              |               |
| Suffrages exprimés        | Suffrages exprimés        |                  |                  |                  |                  | 2 850 527 |        |        |        |              |               |
| Votes blancs et invalides | Votes blancs et invalides |                  |                  | 32 885           |                  |           |        |        |        |              |               |
| Total                     | Total                     |                  | 100              | 72               | en stagnation    |           | 100    | –      | 51     | 123          | 3             |
| Abstentions               |                           |                  |                  |                  |                  |           |        |        |        |              |               |
| Inscrits / participation  |                           |                  |                  |                  |                  |           |        |        |        |              |               |

## Personnalités politique néo-zélandaises
- Michael Joseph Savage (1874-1940), premier ministre de 1935 à sa mort en 1940
- George Monckton-Arundell (1882-1943), gouverneur-général de Nouvelle-Zélande de 1935 à 1941
- Peter Fraser (1884-1950), premier ministre de 1940 à 1949
- Bernard Freyberg (1889-1963), général, gouverneur-général de Nouvelle-Zélande de 1946 à 1952
- Carl Berendsen (1890-1973), diplomate
- Tariana Turia (1944-2025), première présidente du parti māori
- Chris Hipkins (né en 1978), premier ministre de janvier à novembre 2023)
- Jacinda Ardern (née en 1980), première ministre de 2017 à 2023